# Kanton Lyon-VII
Der Kanton Lyon-VII war bis 2015 ein französischer Kanton im Arrondissement Lyon und in der französischen Region Rhône-Alpes. Er gehörte ursprünglich zum Département Rhône und umfasste einen Teil des 6. Stadtbezirks (frz.: 6e arrondissement) von Lyon. Der Kanton wurde abgeschafft, als die Métropole de Lyon zum Jahreswechsel 2014/2015 das Département Rhône als übergeordnete Gebietskörperschaft ablöste und die Kantone ihre Funktion als Wahlkreise verloren. Letzte Vertreterin im conseil général des Départements war Dominique Nachury (UMP).